# Ferdinand Hurter

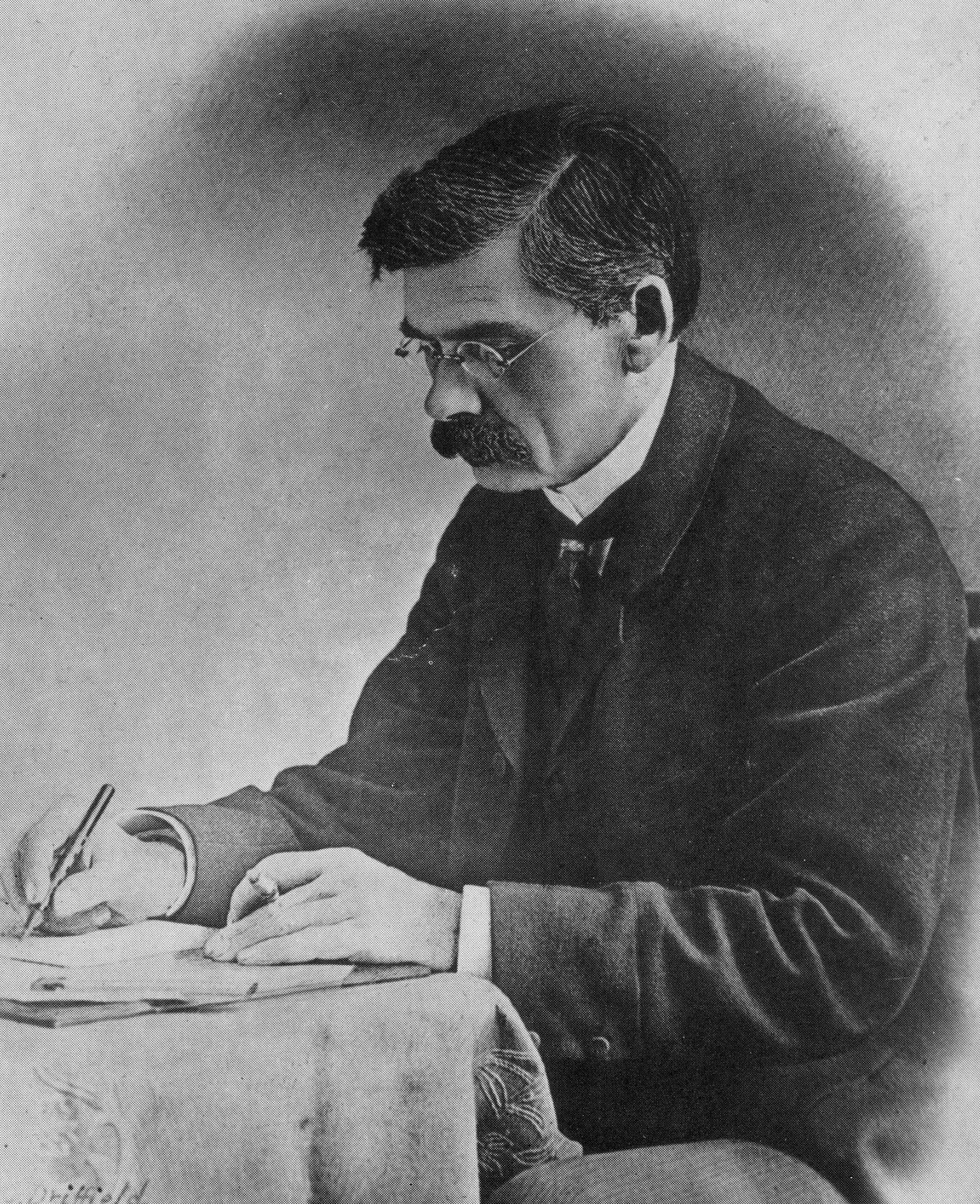
Ferdinand Hurter

Ferdinand Hurter (1844–1898) – szwajcarski chemik. Współtwórca wraz z V. Ch. Driffieldem podstaw sensytometrii. Zajmował się badaniami w dziedzinie fotografii, za co został nagrodzony przez Royal Photographic Society w 1898 roku odznaczeniem Progress medal (wspólnie z V. Ch. Driffieldem).